# Ömer Faruk Ay
Ömer Faruk Ay (* 5. Mai 1999 in Istanbul) ist ein türkischer Fußballtorhüter.

## Karriere
Seine Ausbildung erhielt er unter anderem bei den Vereinen Fenerbahçe Istanbul und Kasımpaşa Istanbul, 2017 verpflichtete ihn der Drittligist Eyüpspor. Im selben Jahr unterschrieb er seinen ersten Profivertrag, allerdings ist er seitdem Ersatztorwart und kam lediglich zu drei Einsätzen.